# Anoura geoffroyi
Anoura geoffroyi је врста слепог миша из породице љиљака-вампира (Phyllostomidae). 

## Распрострањење
Ареал врсте Anoura geoffroyi обухвата већи број држава.
Врста је присутна у Бразилу, Мексику, Перуу, Боливији, Еквадору, Никарагви, Костарици, Суринаму, Гренади, Венецуели, Колумбији, Панами, Гватемали, Хондурасу, Салвадору, Гвајани, Тринидаду и Тобагу и Француској Гвајани.

## Станиште
Станиште врсте су шуме. Врста је присутна на ободном подручју реке Амазон у Јужној Америци.

## Начин живота
Исхрана врсте Anoura geoffroyi укључује нектар и воће.

## Угроженост
Ова врста је наведена као последња брига, јер има широко распрострањење и честа је врста.